# Lordiphosa vittata
Lordiphosa vittata är en tvåvingeart som beskrevs av Zhang och Liang 1994. Lordiphosa vittata ingår i släktet Lordiphosa och familjen daggflugor. Inga underarter finns listade i Catalogue of Life.